# Takeda Yoshinobu
Takeda Yoshinobu (jap. 武田 義信; * 1538; † 19. November 1567) war ein japanischer Daimyō der Sengoku-Zeit.

## Leben
Er war mit dem Namen Takeda Tarō (武田 太郎) der erstgeborene Sohn von Takeda Shingen und dessen Frau Sanjō. Als er 1550 volljährig wurde, nahm er den Namen Yoshinobu an, wobei er bei seiner Weihe zum erwachsenen vorhergesehenen Erben der Takeda förmlich und feierlich den Teil Yoshi vom angereisten 13. Ashikaga-Shōgun, Ashikaga Yoshiteru, erhielt. Im Jahre 1552 heiratete er die Tochter von Imagawa Yoshimoto (Schwester von Imagawa Ujizane); beide Oberhäupter der Imagawa, um die Beziehungen zu den Imagawa zu verbessern. Anfangs diente er als Truppenführer seinem Vater Takeda Shingen und dem Takeda-Klan,
1553 nahm er unter dem Oberkommando seines Onkels Takeda Nobushige in der Provinz Shinano die Burg Katsurao des benachbarten Murakami-Klans unter Murakami Yoshikiyo ein;. Zudem nahm er an der Vierten der Schlachten von Kawanakajima teil; rebellierte jedoch, wurde gefangen genommen und zusammen mit Obu Toramasa inhaftiert. Sein Neffe, Takeda Nobukatsu, Sohn seines Halbbruders Katsuyori, wurde daraufhin als Erbe von Takeda Shingen anerkannt. Als Katsuyori Oberhaupt des Hauses wurde, setzte er den gefangenen Yoshinobu schließlich weiter unter Druck und trieb ihn als Sühne für seine Rebellion in den Selbstmord.

## Erscheinen in den Medien
Yoshinobu erscheint auch in dem japanischen TV-Drama über Takeda Shingen
- Fūrinkazan (es gibt mehrere Verfilmungen des Romans von Yasushi Inoue von NHK)
- in Historienromanen wie Yasushi Inoues The Samurai Banner of FuRinKaZan
- und Samurai 1550-1600;[8]
- Erzählungen wie The Samurai´s Tale als eine der Hauptfiguren[9]
- The Boy and the Samurai[10] und